# Церковь Рождества Иоанна Предтечи (Вучье)
Церковь Рождества Святого Иоанна Предтечи — храм Нишской епархии Сербской православной церкви, расположенный в километре от Вучье, к югу от города Лесковац, на склонах горы Кукавица. Творение русского архитектора и профессора Григория Ивановича Самойлова.

## История
По некоторым данным, церковь построена на месте некогда стоявшей здесь средневековой церкви, основанной сербским героем Николой Скобальичем эпохи Османского владычества. Древнюю церковь разрушили турки, но на её развалинах сербы, по преданию, собирались, верные своей вере, не сломленные духом. Благодаря этому настроению известный сербский текстильный промышленник конца XIX века Теокаревич восстановил церковь. Строительство окончилось в 1938 году и представляет яркий пример архитектуры межвоенного периода.
Церковь освятили 7 июля 1938 года на праздник Рождества Святого Иоанна Крестителя, покровителя Вучье. Среди присутствовавших 20 тысяч человек были посланник короля, министр юстиции, вдова Мите Теокаревича — Василия (Вана). Священнодействовали епископы Иоанн и Вениамин. Текстовое сообщение направил епископ Николай (Велимирович). Видеозапись освящения церкви хранится в Югославской фильмотеке. Архитектор Григорий Самойлов был награждён орденом Святого Саввы V степени.

## Архитектура и интерьер
Архитектор Самойлов из казачьей семьи, которая после Октябрьской революции нашла пристанище в Королевстве Югославии, спроектировал церковь в гармонии с природой. Камень, из которого возведена церковь, взят с горы Кукавица. Самойлов расписал иконостас (его подпись можно увидеть в правом нижнем углу на северных и южных вратах). Над фресками также трудились Рус, Петар Сухачев. Рисунки по мраморной штукатурке выдержаны в стиле русского барокко. Однако, из-за возраста и небрежения сегодня от этой первоначальной живописи осталась только фреска над порталом с внутренней стороны.
Фрески отреставрированы и частично разрисованы в 2013 году иконописцами объединения «Лазарус».